# Eutymiusz III (prawosławny patriarcha Antiochii)
Eutymiusz III – prawosławny patriarcha Antiochii w latach 1635–1636.